# CD Broncos
Der Club Deportivo Broncos war ein honduranischer Fußballklub mit Sitz in Choluteca im gleichnamigen Departamento.

## Geschichte
Der Klub entstand aus dem Kauf der Franchise-Rechte des CD Verdún zur Saison 1972/73. In dieser Zeit hielt sich der Klub immer wieder im Mittelfeld der Liga auf und konnte sich auch stets vor einem Abstieg bewahren. Ab der Saison 1977 erreicht man dann mehrfach die Playoffs. Dieses mündete dann auch in der Teilnahme an der Ausgabe 1979 der Copa Fraternidad, für die man sich als viertplatzierte Mannschaft in den Playoffs erstmals qualifizierte. In der Gruppe II reichte es hier jedoch nur für einen sechsten und letzten Platz mit lediglich sieben Punkten. Gleich zur nächsten Ausgabe gelang dies auch noch einmal. Diesmal wurde das Turnier aber in einem K.-o.-System mit anschließender Siegergruppe ausgespielt. Hier besiegte man gleich im ersten Spiel Cobán Imperial und im zweiten dann CSD Municipal, was den Einzug in die Finalrunde erbrachte, hier setzte man sich am Ende auch mit sechs Punkten aus vier Spielen ganz oben in der Tabelle fest und sicherte sich den ersten Titel der Klub-Geschichte.
Nach der Saison 1982 wurden die Rechte am Franchise dann auch wieder verkauft und von der UNAH übernommen. Diese firmierten danach unter dem Namen Pumas UNAH weiter.

## Erfolge
- Copa Fraternidad Gewinner:
  - 1980